# ネワール仏教

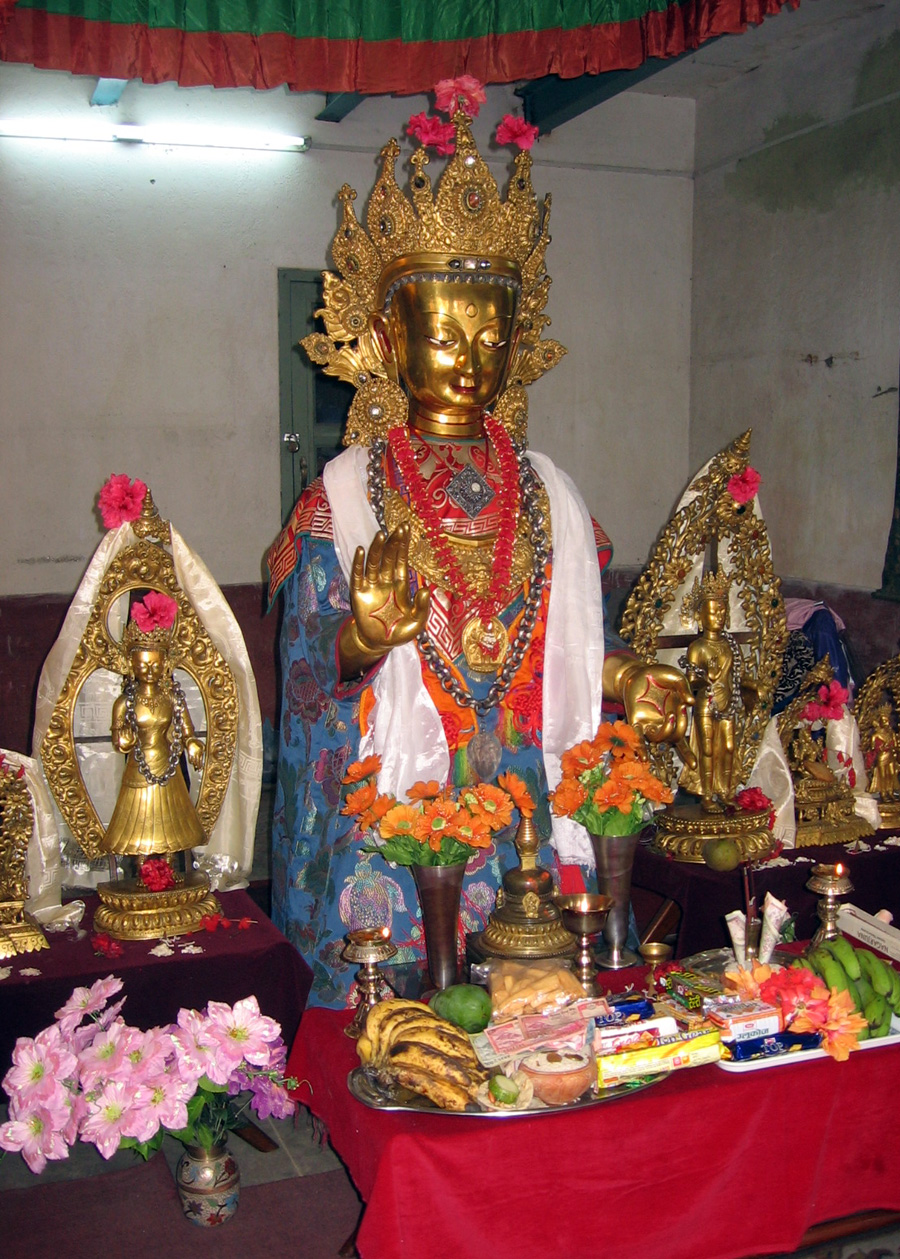
グンラ月に祀られる燃燈仏 (Bahi-dyah) 。

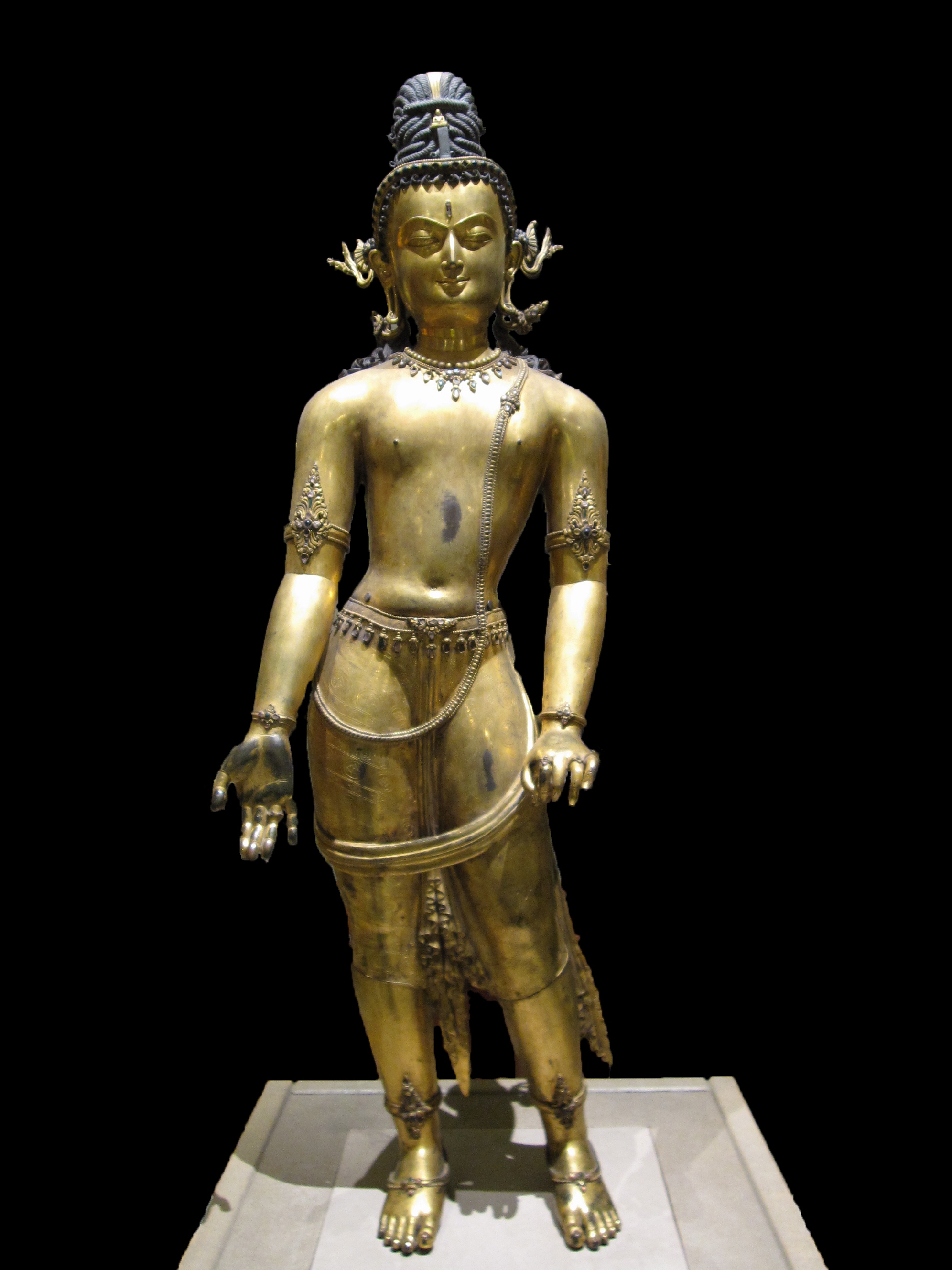
聖観音菩薩像（16世紀）大英博物館蔵。

ネワール仏教（ネワールぶっきょう、英語: Newar Buddhism）は、ネパールのカトマンズ盆地に住むネワール族によって信仰されている密教の一派。
ネワール仏教は、ネワール族のカースト制や父系制に基づく非出家僧院的な仏教社会をはじめ、独自の社会宗教的な要素を発達させてきた。儀礼祭司(guruju)カーストであるヴァジュラーチャールヤ（Vajracharya、金剛阿闍梨）やシャーキャ（shakya）が、妻帯を伴う僧侶階級を成す一方、ウラエ（Urāy、在家）などのその他の仏教徒カーストが檀家層を担っている。ウラエ・カーストの人々は、チベット密教、上座部仏教、台密にも布施を行っている。知られている密教の宗派のうちでは最古であり、チベットの密教よりも600年以上前に成立した。また、現存する伝統的仏教としては唯一サンスクリット語が使用され続けている。
カトマンズ盆地では仏教伝来以後1000年間は仏教が盛んであった。しかし、15世紀には、カシミールやインドネシアにおけるインド仏教が衰滅したのとほぼ時を同じくして、カトマンズ盆地の仏教は文化的・言語的に特徴ある形態へと変化したようである。結果、ネワール仏教は、サンスクリット仏典をはじめ、他地域の密教には伝えられなかったインド仏教のいくつかの要素を受け継ぐこととなった。

## 現況

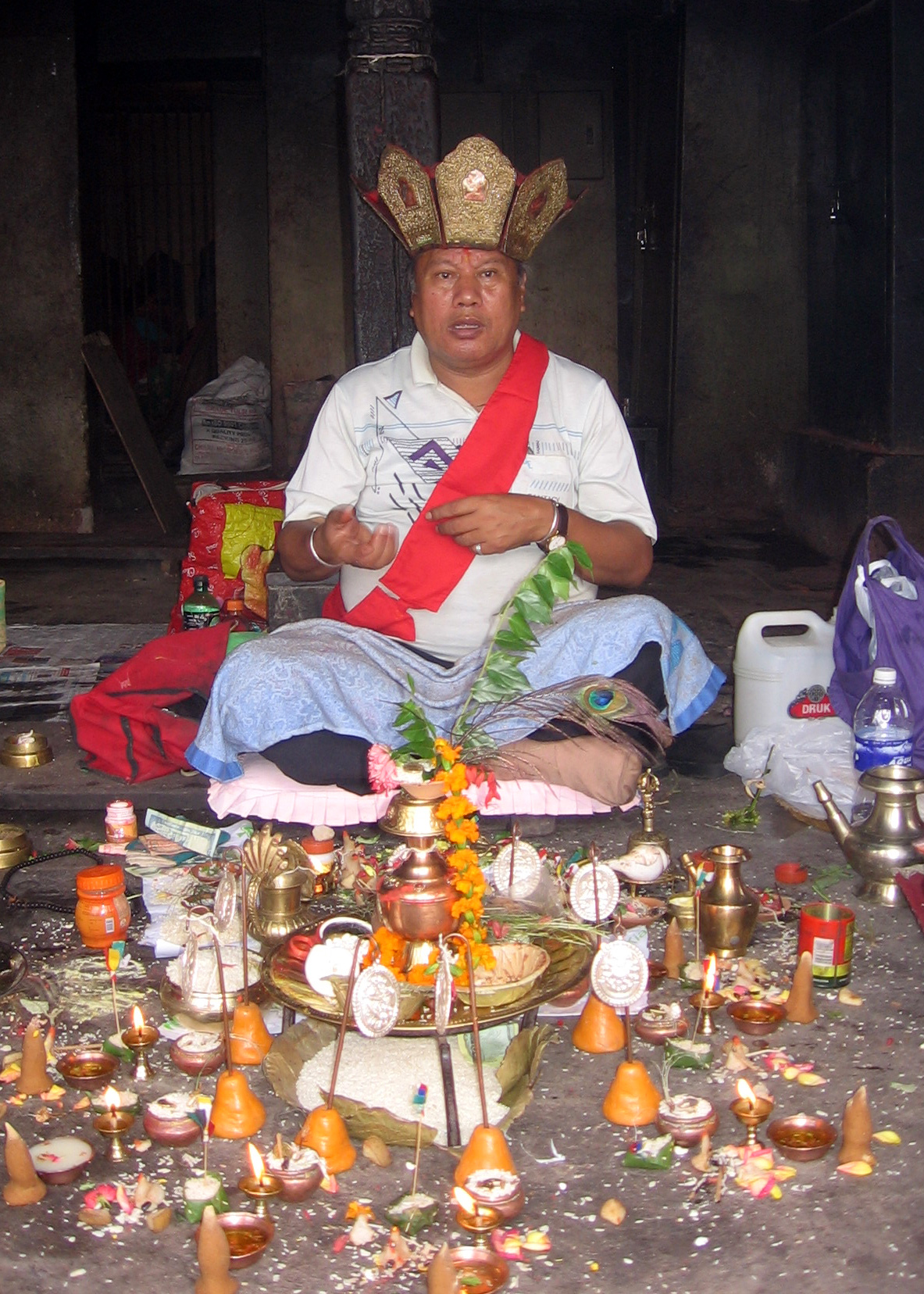
金剛阿闍梨（ヴァジュラーチャールヤ）

東京外国語大学の石井溥は、ネワール族全人口約125万人のうち、ネワール仏教の信者が2割、ヒンドゥー教が2割、仏教・ヒンドゥー教・民族信仰を区別せず信仰する人々が残りの6割を占めると推測している。また、ネパールにおけるチベット仏教徒がヒマラヤ周辺高地に多く分布する一方で、ネワール仏教徒はカトマンズ近郊に集中する傾向が見られる。
ネワール仏教は、仏教における他の宗派と比較して「儀礼仏教」と評価されている。僧侶階級はホーマをはじめ、古代からの儀式を伝え、これらの儀礼尊重主義を通じてマジョリティであるヒンドゥー教と協調しつつ、その法灯を保ってきた。しかしながら、彼らが継承してきた密儀のなかには形式化したもののも多く、近年では衰退が目立つ。そのため、1980年代からヴァジュラーチャールヤの一部に仏教舞踏を階級外にも伝授しようとする動きが見られるようになった。この動きに反発する保守層も存在したもの、儀礼伝承そのものへの危機感から、現在では彼らも許容するようになった。一方、檀家階級からはカルマ・輪廻思想を背景とした新しい信仰の動きが見られ、僧侶階級に対抗する動きが見られる。
ネワール族の村落においては、宗教の区別を特段意識することなく儀礼が行われることが多い。ネワール仏教・ヒンドゥー教・土着信仰に応じ、神格の差や儀礼、供物などの違いは意識されるものの、宗教・宗派の別が意識されることは稀である。
近年においては、ネワール仏教から上座部への個人・村落単位での改宗が見られる。『仏教の再建：20世紀ネパールにおけるテラヴァーダ運動』によると、「今日、伝統的なネワール仏教は上座部の前に圧されている」としている。
ネワール仏教は、元来カトマンズ渓谷とその周辺土着のものであったが、オレゴン州ポートランドには、少なくとも1つの新しいネワール仏教の寺院がある。

## 信仰形態

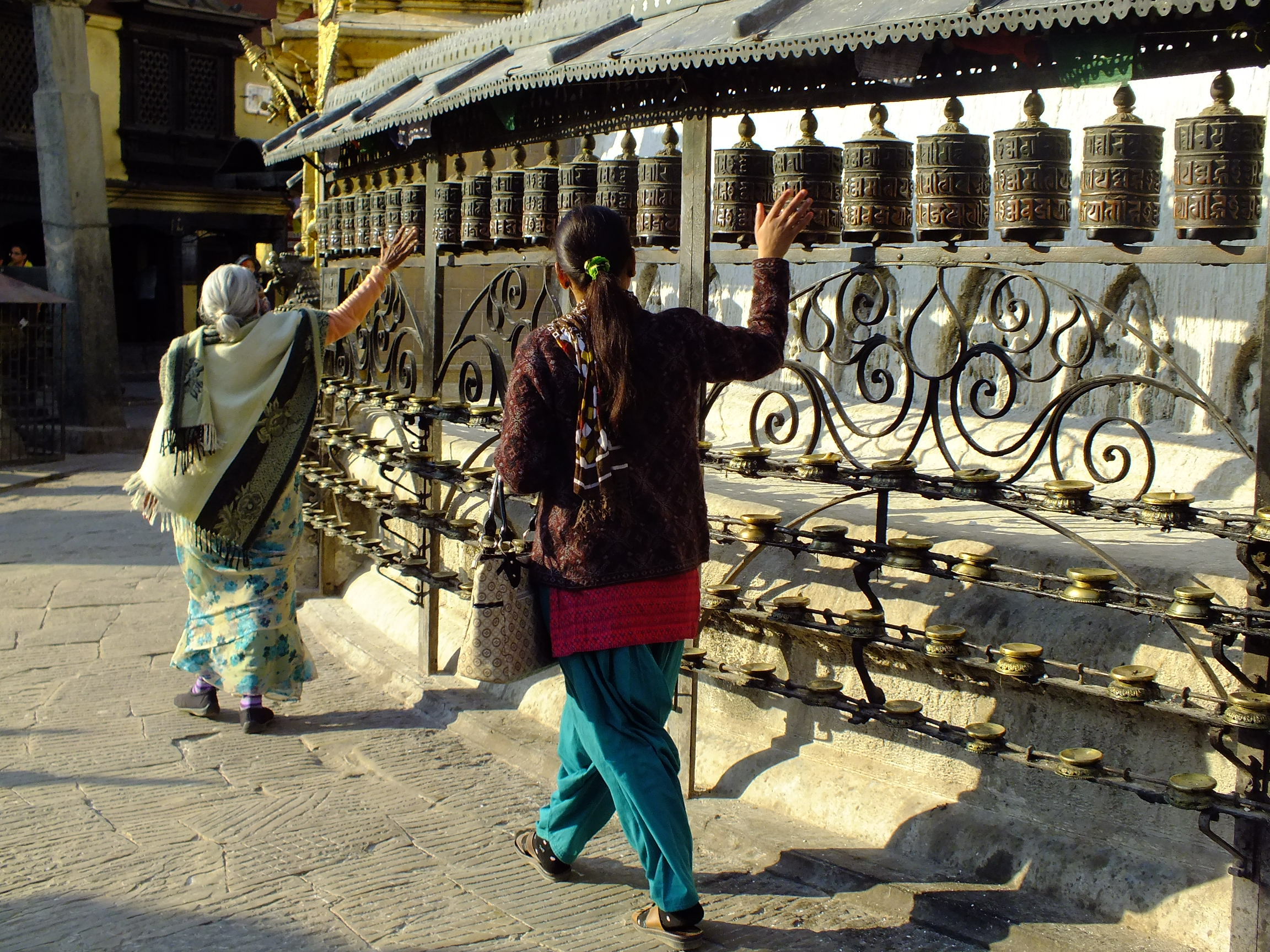
スワヤンブナート（スワヤンブー仏塔）を右繞する人々。

ネワール仏教においては顕教・密教の諸尊のほか、観音・マツェンドラナート（魚の王）と呼ばれる神格が信仰されている。これは、12世紀以降に観音信仰とナート（ヒンドゥー教の導師）崇拝が習合したものである。
ネワール仏教の独特の供養に「九法」（ナヴァ・ダルマnavadharma  、またはナヴァ・グランタnavagrantha）がある。この九法とは、九つの大乗仏典を指す。経緯については今後の研究を待つものの、九法の内訳は変遷があったことが判明している。ヴァジュラーチャールヤは、儀礼において仏法僧の三宝への帰依を表明し、三宝マンダラを描く、もしくは観想を行う。この三宝マンダラのうち、法マンダラにあたるものが「九法」である。

### 諸尊

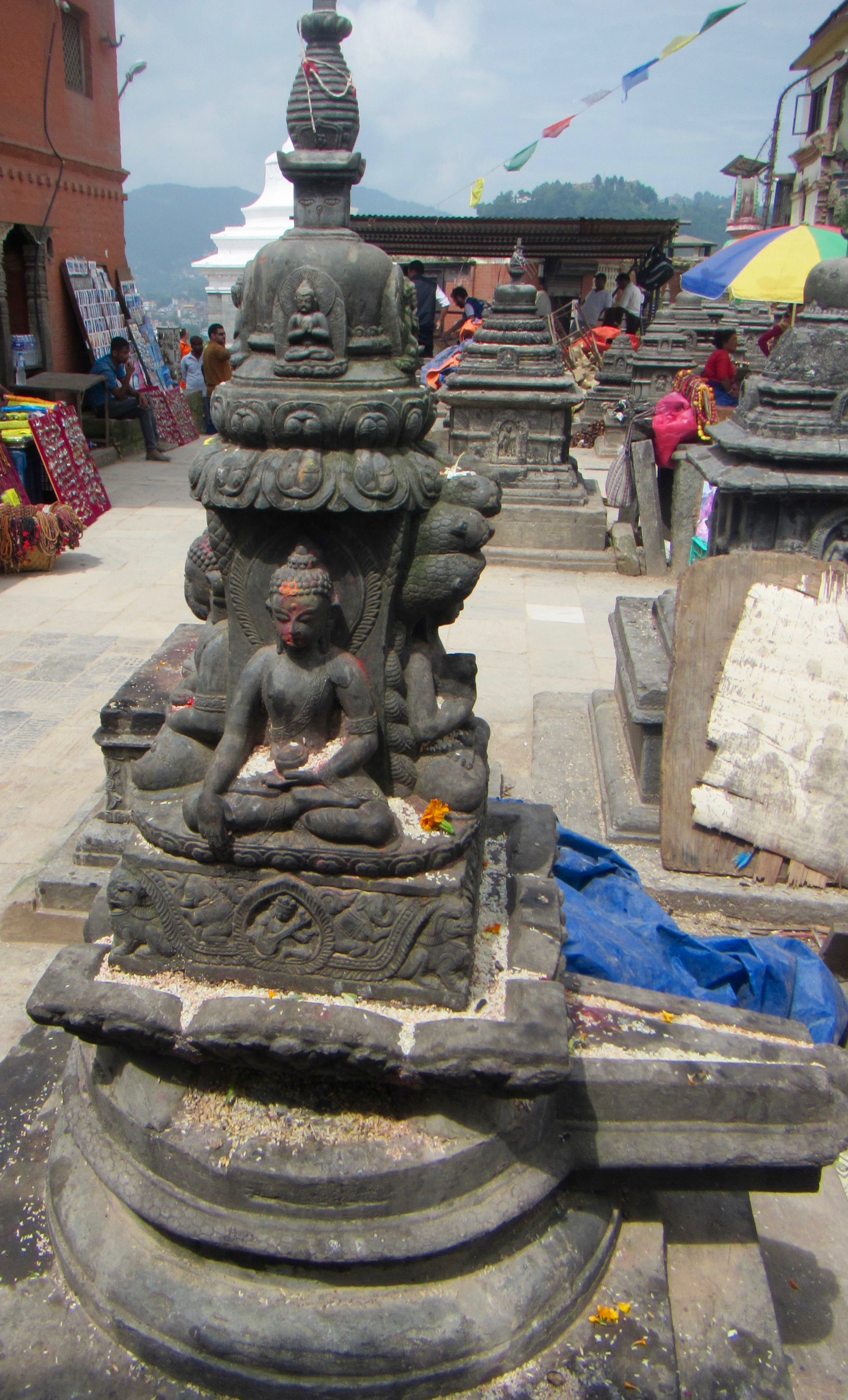
ヨーニの上に立つ仏塔、スワヤンブーナート境内。ヒンドゥー教においては、ヨーニの上にリンガが立つが、ネワール仏教においてはこのように金剛界五仏を配したものが見られる

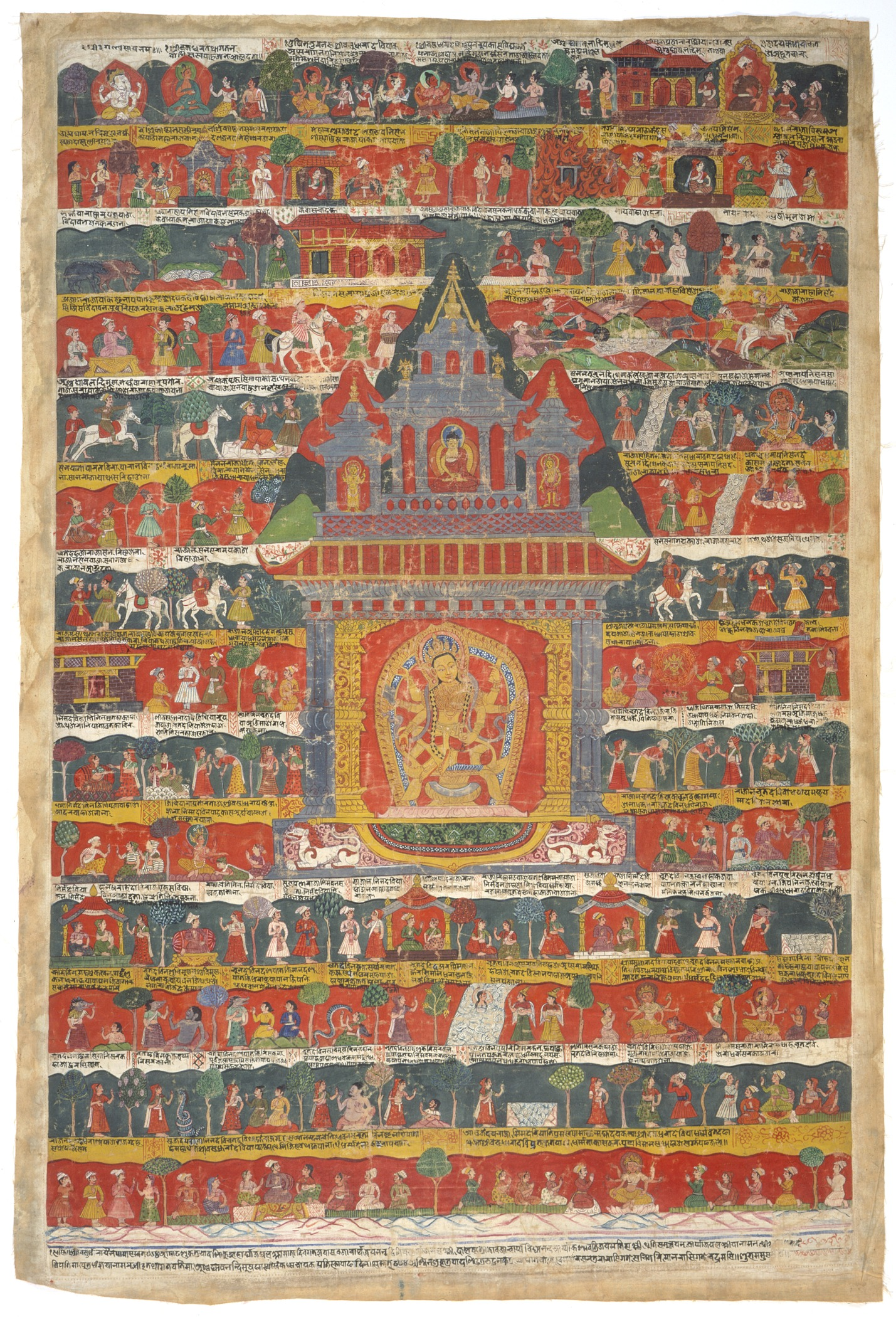
『ヴァスダーラー所伝』（1744年）ロサンゼルス・カウンティ美術館蔵。

#### 仏
密教的な性格のつよいネワール仏教ではあるが、顕密両方の信仰が息づいている。初期仏教やチベット仏教同様、仏塔に対する崇敬が行われ、人々は右繞してこれに敬意を示す。また、サンミャク（正しい布施）と呼ばれる行事では、過去仏である燃燈仏が祀られるほか、釈迦に対する信仰も行われている。一方、密教仏は金剛界五仏やこれらを統合する金剛薩埵が信仰されている。

#### 守護尊・忿怒尊
チベット仏教同様、「守護尊（イダム）」信仰が見られる。また、日本の不動明王に当たる忿怒尊も信仰されている。ネパールにおいては妃を伴う（ヤブユム）ものと、伴わないものがそれぞれ存在する。

#### 菩薩
東アジアの菩薩信仰同様、観音菩薩や文殊菩薩が信仰を集めている。観音菩薩の像容は、与願印を示し、左手に蓮華を持つ。この様式は、グプタ朝時代に作られた、一面二臂の聖観音像の影響が見られる。文殊菩薩を信仰する一般信者は『ナーマサンギーティ』（聖文殊真実名義経）を読誦する。また、この経典に由来するナーマサンギーティ文殊も信仰されている。

#### 女神
インドやチベット同様、ネパールでは女神信仰が見られ、とりわけターラー信仰が盛んである。豊穣をもたらす女神ヴァスダーラーのほか、『般若経典』に説かれる般若波羅蜜を神格化した般若仏母（般若菩薩）も信仰されている。

## 芸術的伝統
ネワール仏教の特徴として、大規模かつ細緻な儀式や、チャイティヤ（仏塔）や仏像、バハやバヒの中庭、ポーバ絵画（ネパールにおけるタンカ）、砂曼荼羅といった美的な伝統、そして、ネパールにのみ現存する、多くの古代サンスクリット仏典の保存庫であることが挙げられる。
チャチャ―（チャルヤー）の儀式に行われる歌や踊り、そしてグンラ・バジャンで奏でられる音楽もまた、ネワール仏教の芸術的伝統である。

## 野外の祭礼

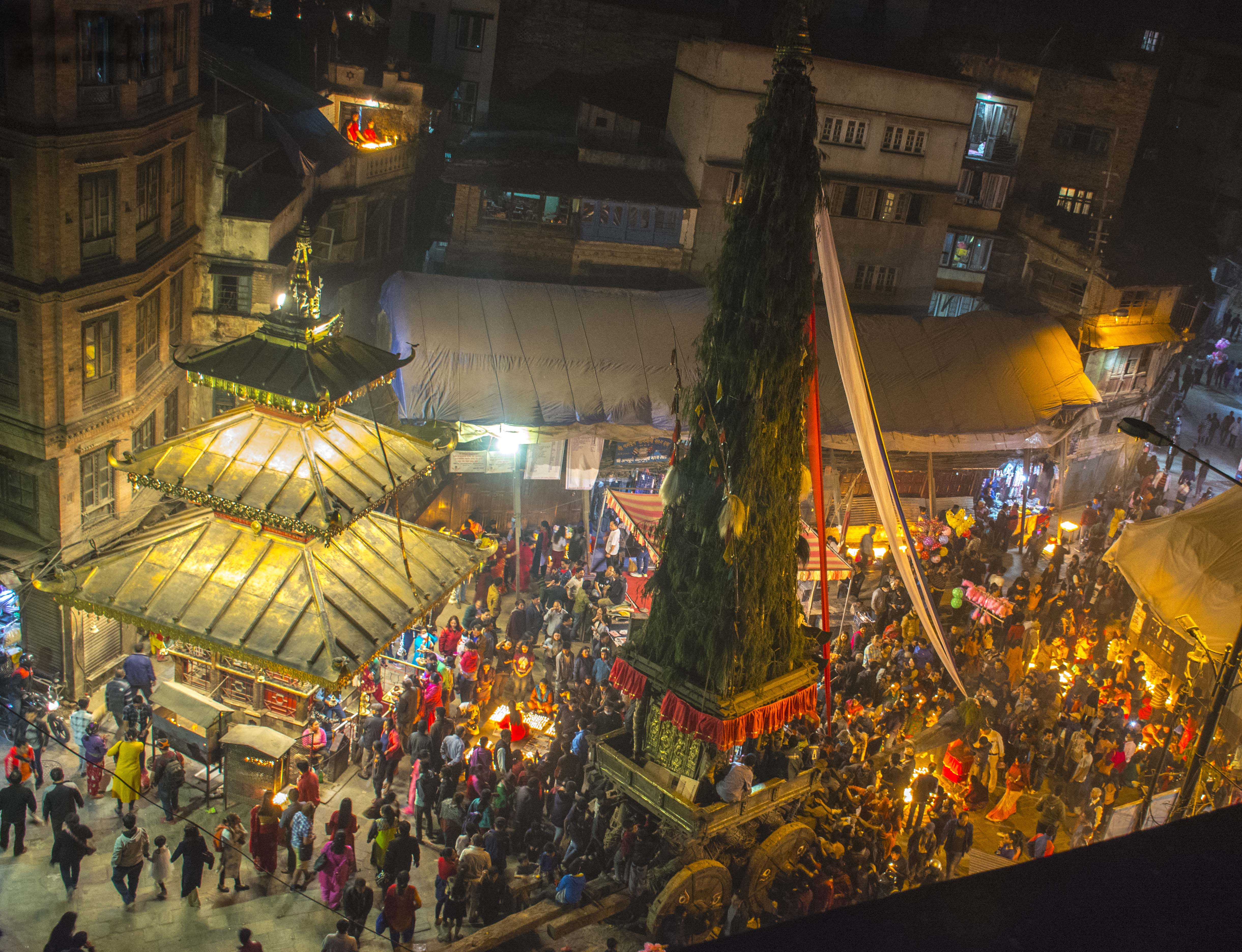
アンナプルナ寺院で行われるセト（白）・マツェンドラナート祭

カトマンズ盆地の主要3都市（カトマンズ、パタン、バクタプル）や、ネパール国内のほかの地域でも、行列や仏像の開帳、礼拝、供養などを含む大規模な街頭祭典が定期的に開催されている。
主な祭事としては、サンミャク（仏像の開帳と布施を行う）、グンラ月（音楽行列と仏像の開帳を行う聖月）、ジャナ・バハ・ディア・ジャトラ（白マツェンドラナート祭、カトマンズの山車行列）、ブンガ・ディア・ジャトラ（赤マツェンドラナート祭、ラリトプルやドラカ、ナラの山車行列）、ヴァジュラ・ヨーギニー・ジャトラ（サンキュウとファルピンの行進）などがある。

## 梵語写本
古来からネワール仏教では、ネパール内外で作成された、仏教経典をはじめとするサンスクリット文献が伝承されてきた。これらのなかには、『スカンダ・プラーナ』（811年）の写本や、『十地経』（推定6世紀頃）も含まれている。これらの写本は概して完本が多く、また、カトマンズ盆地の爽やかで温和な気候条件によって保存状態の良いものが多い。これらの写本は、近代における仏教学に大きな進展をもたらした。
写本が作成されるようになった初期には、貝葉をインドから輸入して製本が行われていたが、16世紀後半に入ると紙によって作られるようになった。